# Froelichia floridana
Froelichia floridana är en amarantväxtart som först beskrevs av Thomas Nuttall, och fick sitt nu gällande namn av Horace Bénédict Alfred Moquin-Tandon. Froelichia floridana ingår i släktet Froelichia och familjen amarantväxter. Inga underarter finns listade i Catalogue of Life.

## Bildgalleri

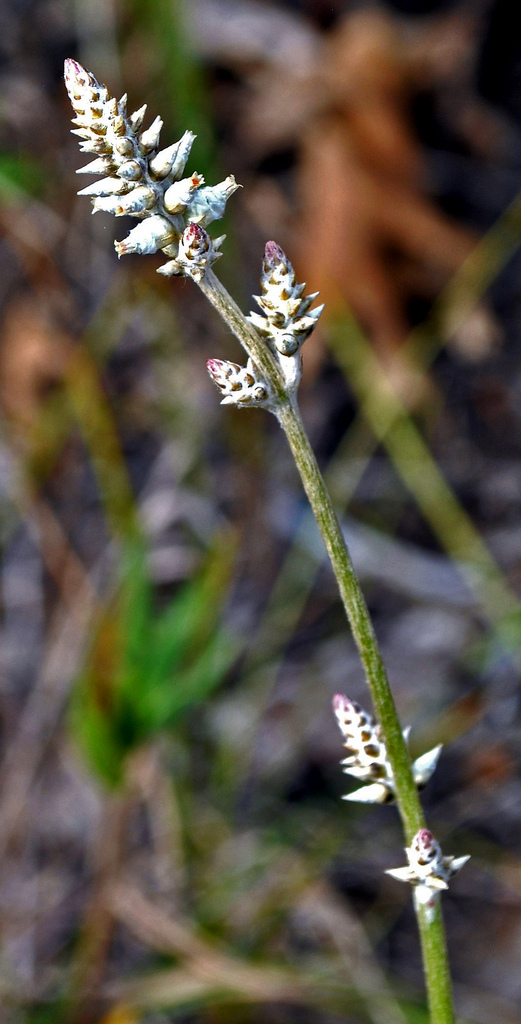